# Friedrich Karl zu Löwenstein-Wertheim-Freudenberg
Friedrich Karl Gottlob zu Löwenstein-Wertheim-Virneburg, seit 19. November 1812 Friedrich Karl Gottlob zu Löwenstein-Wertheim-Freudenberg (* 29. Juli 1743 in Wertheim; † 3. August 1825; abweichend 3. Dezember 1825 in Kreuzwertheim) war ein deutscher regierender Fürst.

## Leben

### Herkunft

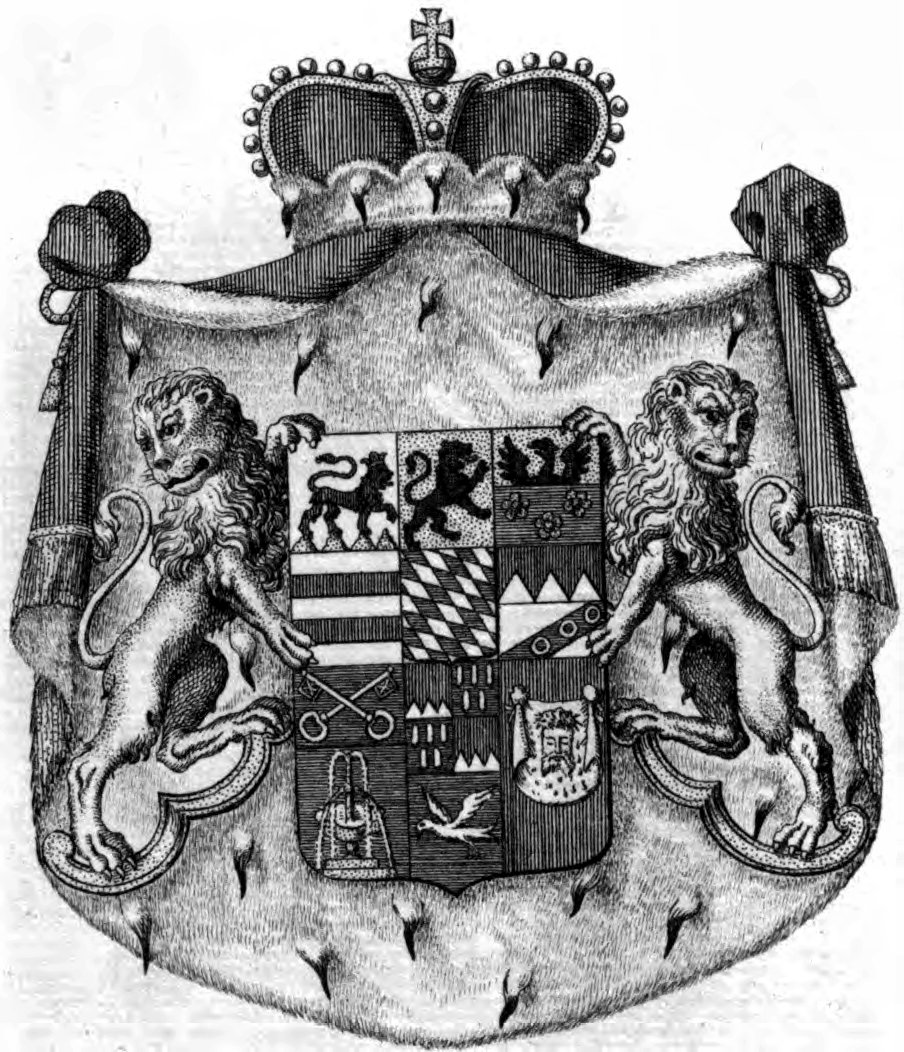
Wappen der Fürsten von Löwenstein-Wertheim-Freudenberg

Das Adelsgeschlecht derer zu Löwenstein geht zurück auf den Wittelsbacher Friedrich I., den Siegreichen, Kurfürst von der Pfalz (1425–1476), dessen Kinder aus seiner morganatischen Ehe mit Clara Tott in der eigenen Dynastie nicht erbberechtigt waren, weshalb sie ein eigenständiges Adelsgeschlecht bildeten. Mit dem Tod des Grafen Ludwig III. von Löwenstein im Jahre 1611 entstanden die beiden Hauptlinien, die evangelische Linie Löwenstein-Wertheim-Virneburg (später Freudenberg) und die katholische Linie Löwenstein-Wertheim-Rochefort (später Rosenberg).

### Familie
Friedrich Karl zu Löwenstein-Wertheim-Freudenberg war der Sohn des Reichsgrafen Carl Ludwig zu Löwenstein-Wertheim-Virneburg (1712–1779) und dessen Ehefrau Anna Charlotta Josephine Elisabetha, geborene Deym von Střítež (1722–1793). Seine Geschwister waren:
- Karl Friedrich zu Löwenstein-Wertheim-Virneburg (1748–1758);
- Sophie zu Löwenstein-Wertheim-Virneburg (1749–1804);
- Ludwig Friedrich Albert zu Löwenstein-Wertheim-Virneburg (1751–1785) ⚭ Charlotte Friederike Philippine (1754–1795), Tochter des Freiherrn Philipp Gottfried von Stein zum Altenstein, fürstlich brandenburg-ansbachscher Oberhofmarschall, Geheimer Rat und Oberamtmann zu Wassertrüdingen[1];
- Karoline zu Löwenstein-Wertheim-Virneburg (1754–1830) ⚭ Eugen von Racknitz (1759–1815);
- Friederike Karoline zu Löwenstein-Wertheim-Virneburg (1757–1839) ⚭ (1785 Scheidung) Friedrich Karl zu Hohenlohe-Kirchberg (1751–1791), zu ihren gemeinsamen Kindern gehörte unter anderem Karl Friedrich Ludwig zu Hohenlohe-Kirchberg.

Am 25. März 1779 heiratete Friedrich Karl zu Löwenstein-Wertheim-Freudenberg in Grumbach Franziska Juliane (1744–1820), Tochter des Wild- und Rheingrafen Carl Walrad Wilhelm von Salm-Grumbach (1701–1763); gemeinsam hatten sie vier Kinder:
- Charlotte Marie (1780–1780);
- Karl Ludwig Friedrich (1781–1852), Komponist und befreundet mit Friedrich Witt;[3] mit seinem Tod erlosch die Karlsche Linie der Löwenstein;[4]
- Friedrich Christian Philipp (1782–1850);
- Friederike (*/† 1784).

Seine Ehefrau war schriftstellerisch tätig und unterhielt zwischen 1794 und 1802 einen Briefwechsel mit dem Schriftsteller und Verleger Friedrich Justin Bertuch in Weimar. Ein Teil der Korrespondenz liegt im Goethe- und Schiller-Archiv in Weimar.

### Werdegang
Friedrich Karl zu Löwenstein-Wertheim-Freudenberg erhielt seine Ausbildung durch Hauslehrer und trat 1765 in Berlin als Leutnant in die Dienste von Friedrich II. von Preußen.
1768 folgte er dem Wunsch seines Vaters, der sich aus gesundheitlichen Gründen zurückziehen wollte, und trat als Kapitän aus dem Militärdienst wieder aus, kehrte nach Hause zurück und wurde auf die künftigen Regierungsgeschäfte vorbereitet. Um seine entfernteren Besitzungen kennenzulernen, reiste er 1776 nach Löwenstein und von dort aus weiter nach Virneburg.
1789 reiste er nach Paris und erlebte dort den Beginn der Französischen Revolution.
Durch den Frieden von Lunéville wurden die linksrheinischen Gebiete Frankreich zugesprochen, wodurch er seine Besitzung in Virneburg verlor; auf dem Reichstag in Regensburg wurden ihm hierfür 1802 Entschädigungen zugesprochen.
1806 verlor er seinen Besitz in Löwenstein, als dieser durch die Bestimmungen der Rheinischen Bundesakte Frankreich zugesprochen wurde.
Am 16. Februar 1816 verstarb sein ältester Freund und Mitregent Johann Karl Ludwig zu Löwenstein-Wertheim-Freudenberg (1740–1816); hierdurch wurde Friedrich Karl zu Löwenstein-Wertheim-Freudenberg Senior des Löwensteinischen Gesamthauses und erhielt die Würde eines Oberkammerherrs des Königreichs Württemberg und 1818 die des erblichen Reichsrats des Königreichs Bayern.
Er war ein Mitglied der Badischen Ständeversammlung.
Er verstarb im Sommer 1825 in seiner Residenz in Kreuzwertheim an der Cholera.

## Ehrungen und Auszeichnungen
- Friedrich Karl zu Löwenstein-Wertheim-Freudenberg erhielt vom Kurfürsten von Pfalzbayern das Ritterkreuz des Pfälzischen Löwenordens.
- Friedrich, König von Württemberg, verlieh ihm den Großen Württembergischen Jagdorden, der ihm 1806 durch den königlichen Flügeladjutanten von Moltke überreicht wurde.
- Der König von Bayern ernannte ihn zum Ritter des Hubertusordens.
- Am 19. November 1812 erhielt die ältere Linie des Löwensteinischen Gesamthauses ihre ursprüngliche Fürstenwürde vom bayerischen König Maximilian I. Joseph wieder zurück.[9]